# Crassophyllum thessalonicae
Crassophyllum thessalonicae är en korallart som beskrevs av Vafidis och Koukouras 1991. Crassophyllum thessalonicae ingår i släktet Crassophyllum och familjen Pennatulidae. Inga underarter finns listade i Catalogue of Life.